# Wejwery
Wejwery (lit. Veiveriai) – miasteczko na Litwie położone w okręgu kowieńskim w rejonie preńskim na Suwalszczyźnie, liczące 1 100 mieszkańców (2001). Siedziba starostwa Wejwery.
Miasteczko zlokalizowane jest przy drodze Mariampol-Kowno, o około 20 km od miasta Kozłowa Ruda. 

## Historia
Miejscowość pierwszy raz wzmiankowana w 1744 roku. Później zlokalizowano tu stację pocztową przy trakcie Suwałki-Kowno, zamkniętą po otwarciu kolei warszawsko-petersburskiej. 21 września 1863 roku w czasie powstania styczniowego miała tu miejsce przegrana bitwa słabo uzbrojonego oddziału powstańców w liczbie 620 z oddziałami armii rosyjskiej. W 1866 roku powstało w budynku stacji pocztowej seminarium nauczycielskie, ewakuowane w 1916 roku do Rosji. Absolwentem seminarium był m.in. Stanisław Stankiewicz.
Wejwery były w siedzibą gminy Wejwery w Królestwie Polskim, w powiecie mariampolskim w guberni suwalskiej (od 1867), w roku 1920 włączone w skład państwa litewskiego.
W 1919 założono tu szkołę średnią, w 1989 otwarto dodatkowo szkołę muzyczną. W miasteczku istnieje także kościół ceglany rzymskokatolicki wzniesiony w roku 1853 przez Józefa Godlewskiego.
Miasteczko od 2004 posiada własny herb nadany mu dekretem prezydenta Republiki Litewskiej.